# 겐지의 인물 목록
겐지의 인물 목록(일본어: 源氏の人物一覧)이다.

## 우다 겐지
- 미나모토노 마사자네 (源雅信)
- 미나모토노 나리요리 (源成頼)
- 미나모토노 츠네요리 (源経頼)
- 미나모토노 아키츠네 (源章経)
- 사사키 츠네카타 (佐々木経方)
- 사사키 타메토시 (佐々木爲俊)
- 사사키 히데요시 (佐々木秀義)

## 사가 겐지
- 안포 (安法)
- 미나모토노 아키라 (源明)
- 미나모토노 아츠루 (源宛 (箕田宛))
- 미나모토노 이케루/나루 (源生)
- 미나모토노 이타루 (源至)
- 미나모토노 오코루 (源興)
- 미나모토노 키요시 (源清)
- 미나모토노 키요히메 (源潔姫)
- 미나모토노 쿠와시 (源精)
- 미나모토노 코레시게 (源是茂)
- 미나모토노 사다무 (源定)
- 미나모토노 시즈무 (源鎮)
- 미나모토노 시타고우 (源順)
- 미나모토노 스구루 (源俊)
- 미나모토노 타스쿠 (源弼)
- 미나모토노 타스쿠 (源扶)
- 미나모토노 타타우 (源湛)
- 미나모토노 타케루 (源建)
- 미나모토노 야스 (源保)
- 미나모토노 츠코우 (源仕)
- 미나모토노 츠츠무 (源包)
- 미나모토노 츠토무 (源勤)
- 미나모토노 츠부라 (源圓(蒲池圓))
- 미나모토노 토오루 (源融)
- 미나모토노 토키와 (源常)
- 미나모토노 토나우 (源唱)
- 미나모토노 노부루 (源舒)
- 미나모토노 노보루 (源昇)
- 미나모토노 히토시 (源等)
- 미나모토노 히라쿠 (源啓)
- 미나모토노 히로시 (源寛)
- 미나모토노 히로무 (源弘)
- 미나모토노 마코토 (源信)
- 미나모토노 마사루 (源勝)
- 미나모토노 마모루 (源護)
- 미나모토노 마레 (源希)
- 미나모토노 미츠스에 (源満末)
- 미나모토노 야스시 (源安)
- 미나모토노 요시 (源善)
- 미나모토노 요로코부 (源悦)

### 와타나베씨
- 와타나베 카요우 (渡辺通)
- 와타나베노 츠나 (渡辺綱)
- 와타나베노 키오우 (渡辺競)
- 와타나베 키요시 (渡辺清)
- 와타나베 사토루 (渡辺了)
- 와타나베 타다스 (渡辺糺)
- 와타나베 노보리 (渡邊昇)
- 와타나베 하지메 (渡辺長)
- 와타나베 마모루 (渡辺守)

#### 마츠라씨
- 마츠라 히사시 (松浦久)
- 마츠라 타다시 (松浦直)

#### 카마치씨
- 카마치 히사나오 (蒲池久直)
- 카마치 타케히사 (蒲池武久)

## 닌묘 겐지
- 미나모토노 아츠시 (源敦)

## 몬토쿠 겐지
- 칸슌 (桓舜)
- 미나모토노 카네스케 (源兼資)
- 미나모토노 카네노부 (源兼宣)
- 미나모토노 코레마사 ( 源季実)
- 미나모토노 스에자네 (源季実)
- 미나모토노 스케모토 (源相職)
- 미나모토노 타케코/겐시(源厳子)
- 미나모토노 마사즈미 (源当純)
- 미나모토노 마사토키 (源当時)
- 미나모토노 마사모토 (源当元)
- 미나모토노 미츠키요 (源光清)
- 미나모토노 유키아리 (源行有)
- 미나모토노 요시아리 (源能有)

## 세이와 겐지
- 미나모토노 츠네모토 (源経基)
- 미나모토노 미츠나카 (源満仲)

#### 미나모토노 미츠나카의 형제
- 미나모토노 미츠마사 (源満政)
- 미나모토노 미츠스에 (源満季)
- 미나모토노 미츠사다 (源満実)
- 미나모토노 미츠요시 (源満快)
- 미나모토노 미츠타카 (源満生)
- 미나모토노 미츠시게 (源満重)
- 미나모토노 미츠요리 (源満頼)

### 셋츠 겐지
- 미나모토노 요리미츠 (源頼光)
- 미나모토노 요리쿠니 (源頼国)
- 미나모토노 요리츠나 (源頼綱)
- 미나모토노 나카마사 (源仲政)
- 미나모토노 요리마사 (源頼政)
- 오오타 도우칸 (太田道灌)

#### 미나모토노 요리미츠의 형제
- 미나모토노 요리히라 (源頼平)
- 미나모토노 요리노리 (源頼範)
- 미나모토노 사토시 (源賢)

#### 미나모토노 요리츠나의 형제
- 미나모토노 쿠니후사 (源国房)

#### 미나모토노 요리마사의 형제
- 미나모토노 요리유키 (源頼行)

#### 미나모토노 요리마사류
- 미나모토노 나카츠나 (源仲綱)
- 미나모토노 카네츠나 (源兼綱)
- 미나모토노 히로츠나 (源広綱)
- 미나모토노 무네츠나 (源宗綱)
- 미나모토노 아리츠나 (源有綱)
- 미나모토노 요리모치 (源頼茂)
- 미나모토노 요리카네 (源頼兼)
- 미나모토노 요리사다 (源頼貞)
- 미나모토노 마사쿠니 (源政国)
- 미나모토노 마사요시 (源政義)
- 미나모토노 우지카네 (源氏兼)

#### 타다 겐지
- 미나모토노 아키쿠니 (源明国)
- 미나모토노 유키쿠니 (源行国)
- 미나모토노 요리모리 (源頼盛)
- 미나모토노 요리노리 (源頼憲)
- 미나모토노 유키츠나 (源行綱)
- 미나모토노 타카요리 (源高頼)
- 미나모토노 사다츠나 (源定綱)
- 미나모토노 미츠츠나 (源光綱)
- 미나모토노 시게츠나 (源重綱)
- 미나모토노 무네시게 (源宗重)
- 미나모토노 나가시게 (源長重)

#### 미나모토노 쿠니후사류
- 미나모토노 미츠쿠니 (源光国)
- 미나모토노 미츠노부 (源光信)
- 토키 미츠히라 (土岐光衡)
- 토키 요리토오 (土岐頼遠)
- 토키 요리야스 (土岐頼康)
- 토키 야스유키 (土岐康行)
- 토키 요리아키 (土岐頼芸)
- 아케치 미츠히데 (明智光秀)
- 바바 노부하루 (馬場信春)

### 야마토 겐지
- 미나모토노 요리치카 (源頼親)
- 미나모토노 요리토시 (源頼俊)
- 미나모토노 치카하루 (源親治)
- 미나모토노 아리미츠 (源有光)
- 이시카와 미츠이에 (石川光家)

### 카와치 겐지
- 미나모토노 요리노부 (源頼信)
- 미나모토노 요리요시 (源頼義)
- 미나모토노 요시이에 (源義家)
- 미나모토노 요시타다 (源義忠)
- 미나모토노 타메요시 (源為義)
- 미나모토노 요시토모 (源義朝)
- 미나모토노 요리토모 (源頼朝)
- 미나모토노 요리이에 (源頼家)
- 미나모토노 사네토모 (源実朝)

#### 미나모토노 요시나카의 형제
- 미나모토노 요시나카 (源義仲)
- 미나모토노 나카이에 (源仲家)

#### 미나모토노 요리요시의 형제
- 미나모토노 요리키요 (源頼清)
- 미나모토노 요리스에 (源頼季)

#### 미나모토노 요시이에의 형제
- 미나모토노 요시츠나 (源義綱)
- 미나모토노 요시미츠 (源義光)

#### 미나모토노 요시타다의 형제
- 미나모토노 요시무네 (源義宗)
- 미나모토노 요시치카 (源義親)
- 미나모토노 요시쿠니 (源義国)
- 미나모토노 요시토키 (源義時)
- 미나모토노 요시타카 (源義隆)

#### 미나모토노 타메요시의 형제
- 미나모토노 요시노부 (源義信)
- 미나모토노 요시토시 (源義俊)
- 미나모토노 요시야스 (源義泰)
- 미나모토노 요시유키 (源義行)
- (카와치 츠네쿠니 (河内経国))
- (미나모토노 요시타카 (源義高))
- (오부 타다무네 (飯富忠宗))
- (미나모토노 요시키요 (源義清))
- (미나모토노 요시카츠 (源義雄))

#### 미나모토노 요시토모의 형제
- 미나모토노 요시카타 (源義賢)
- 미나모토노 요시히로 (源義憲)
- 미나모토노 요리카타 (源頼賢)
- 미나모토노 요리나카 (源頼仲)
- 미나모토노 타메무네 (源為宗)
- 미나모토노 타메나리 (源為成)
- 미나모토노 타메토모 (源為朝)
- 미나모토노 타메나카 (源為仲)
- 미나모토노 유키이에 (源行家)

#### 미나모토노 요리토모의 형제
- 미나모토노 요시히라 (源義平)
- 미나모토노 토모나가 (源朝長)
- 미나모토노 요시카도 (源義門)
- 미나모토노 마레요시 (源希義)
- 미나모토노 노리요리 (源範頼)
- 미나모토노 젠죠 (源全成)
- 미나모토노 기엔 (源義円)
- 미나모토노 요시츠네 (源義経)

#### 미나모토노 요리이에・미나모토노 사네토모의 형제
- 오오히메 (大姫)
- 조교 (貞暁)

#### 미나모토노 요리이에의 아들
- 이치만 (一幡)
- 쿠교 (公暁)
- 에이지츠 (栄実)
- 젠교 (禅暁)

#### 미나모토노 요리키요류
- 무라카미 아키키요 (村上顕清)
- 무라카미 타메쿠니 (村上為国)
- 무라카미 노부쿠니 (村上信国)
- 무라카미 츠네나리 (村上経業)
- 무라카미 요시미츠 (村上義光)
- 무라카미 요시키요 (村上義清)
- 야시로 마사쿠니 (屋代政国)

#### 미나모토노 요시츠나류
- 미나모토노 요시히로 (源義弘)
- 미나모토노 요시토시 (源義俊)
- 미나모토노 요시아키 (源義明)
- 미나모토노 요시나카 (源義仲)
- 미나모토노 요시노리 (源義範)
- 미나모토노 요시키미 (源義公)
- 미나모토노 요시타다 (源義直)

#### 미나모토노 요시미츠류
- 미나모토노 요시나리 (源義業)
- 사타케 타카요시 (佐竹隆義)
- 사타케 히데요시 (佐竹秀義)
- 야마모토 요시츠네 (山本義経)
- 미나모토노 요시키요 (源義清)
- 헨미 키요미츠 (逸見清光)
- 헨미 미츠나가 (逸見光長)
- 타케다 노부요시 (武田信義)
- 카가미 토오미츠 (加賀美遠光)
- 야스다 요시사다 (安田義定)
- 이치죠 타다요리 (一条忠頼)
- 이타가키 카네노부 (板垣兼信)
- 타케다 노부미츠 (武田信光)
- 난부 미츠유키 (南部光行)

#### 미나모토노 요시쿠니류
- 닛타 요시시게 (新田義重)
- 아시카가 요시야스 (足利義康)
- 야마나 요시노리 (山名義範)
- 사토미 요시토시 (里見義俊)
- 닛타 요시카네 (新田義兼)
- 세라다 요시스에 (世良田義季)
- 닛타 요시후사 (新田義房)
- 닛타 마사요시 (新田政義)
- 닛타 마사우지 (新田政氏)
- 닛타 모토우지 (新田基氏)
- 닛타 토모우지 (新田朝氏)
- 닛타 요시사다 (新田義貞)
- 닛타 요시오키 (新田義興)
- 닛타 요시무네 (新田義宗)
- 닛타 요시아키 (新田義顕)
- 와키야 요시스케 (脇屋義助)
- 이와마츠 츠네카네 (岩松経兼)
- 이와마츠 츠네쿠니 (岩松経国)
- 하타케야마 요시즈미 (畠山義純)
- 아시카가 요시카네 (足利義兼)
- 아시카가 요시우지 (足利義氏)
- 아시카가 야스우지 (足利泰氏)
- 아시카가 요리우지 (足利頼氏)
- 아시카가 이에토키 (足利家時)
- 아시카가 사다우지 (足利貞氏)
- 아시카가 타카우지 (足利尊氏)
- 아시카가 타다요시 (足利直義)
- 아시카가 타다후유 (足利直冬)
- 아시카가 요시아키라 (足利義詮)
- 아시카가 모토우지 (足利基氏)
- 아시카가 요시미츠 (足利義満)
- 아시카가 요시모치 (足利義持)
- 아시카가 요시카즈 (足利義量)
- 아시카가 요시노리 (足利義教)
- 아시카가 요시카츠 (足利義勝)
- 아시카가 요시마사 (足利義政)
- 아시카가 요시히사 (足利義尚)
- 아시카가 요시미 (足利義視)
- 아시카가 요시타네 (足利義稙)
- 아시카가 요시즈미 (足利義澄)
- 아시카가 요시하루 (足利義晴)
- 아시카가 요시테루 (足利義輝)
- 아시카가 요시츠나 (足利義維)
- 아시카가 요시히데 (足利義栄)
- 아시카가 요시아키 (足利義昭)
- 아시카가 요시후유 (足利義冬)
- 아시카가 우지미츠 (足利氏満)
- 아시카가 미츠카네 (足利満兼)
- 아시카가 모치우지 (足利持氏)
- 아시카가 시게우지 (足利成氏)
- 아시카가 마사우지 (足利政氏)
- 아시카가 마사토모 (足利政知)
- 아시카가 챠챠마루 (足利茶々丸)

#### 미나모토노 요시타다류
- (미나모토노 타메요시 (源為義))
- 미나모토노 츠네쿠니 (源経国)
- 미나모토 모리츠네 (源盛経)
- 렌슌 (蓮俊)
- 미나모토노 요시타카 (源義高)
- 미나모토노 요시나리 (源義成)
- 오부 타다무네 (飯富忠宗)
- 미나모토노 스에토오 (源季遠)
- 오부 스에사다 (飯富季貞)
- 미나모토노 무네스에 (源宗季)
- 오부 토라마사 (飯富虎昌)
- 미나모토노 미츠스에 (源光季)
- 미나모토노 미츠유키 (源光行)
- 미나모토노 치카유키 (源親行)
- 미나모토노 요시키요 (源義清)
- 미나모토노 요시카츠 (源義雄)

#### 미나모토노 요시토키류
- 미나모토노 요시모리 (源義盛)
- 이시카와 요시모토 (石川義基)
- 콘도 요시히로 (紺戸義広)
- 니죠 요시스케 (二条義資)
- 이시카와 요시카네 (石川義兼)
- 이시카와 요리후사 (石川頼房)

#### 미나모토노 요시타카류
- 모리 요시히로 (毛利義広)
- 미나모토노 요리타카 (源頼隆)
- 와카츠키 요리타네 (若槻頼胤)
- 모리 요리사다(森頼定)
- 모리 나가요시 (森長可)
- 모리 나리토시 (森成利)

## 다이고 겐지
- 카쿠유 (覚猷)
- 카네아키라 친왕 (兼明親王)
- 슌쇼 (俊証)
- 소우헤키몬인노타지마 (藻璧門院但馬)
- 모리아키라 친왕 (盛明親王)
- 미나모토노 아키모토 (源顕基)
- 미나모토노 이에나가 (源家長)
- 미나모토노 이에카타 (源家賢)
- 미나모토노 무네키미 (源致公)
- 미나모토노 쿠니아키 (源国明)
- 미나모토노 쿠니토시 (源国俊)
- 미나모토노 켄시/카네코 (源兼子)
- 미나모토노 코레타다 (源伊陟)
- 미나모토노 사네모토 (源実基)
- 미나모토노 시게미츠 (源重光)
- 미나모토노 스케츠나 (源資綱)
- 미나모토노 타카아키라 (源高明)
- 미나모토노 타카쿠니 (源隆国)
- 미나모토노 타카마사 (源高雅)
- 미나모토노 타다키요 (源忠清)
- 미나모토노 츠네나카 (源経仲)
- 미나모토노 츠네후사 (源経房)
- 미나모토노 토시아키 (源俊明)
- 미나모토노 토시카타 (源俊賢)
- 미나모토노 나가스에 (源長季)
- 미나모토노 나가츠네 (源長経（明理）)
- 미나모토노 노부미츠 (源延光)
- 미나모토노 노리마사 (源則理)
- 미나모토노 히로마사 (源博雅)
- 미나모토노 미치요시 (源道良)
- 미나모토노 메이시/아키라케이코 (源明子)
- 미나모토노 모리츠네 (源盛経)
- 미나모토노 야스키요 (源泰清)
- 미나모토노 야스마사 (源康政)
- 미나모토노 아스미츠 (源保光)
- 미나모토노 요리아키라 (源自明)

## 무라카미 겐지
- 미나모토노 노리사다 (源憲定)
- 미나모토노 요리사다 (源頼定)
- 미나모토노 아키사다 (源顕定)
- 미나모토노 모로후사 (源師房)
- 미나모토노 토시후사 (源俊房)
- 미나모토노 아키후사 (源顕房)
- 미나모토노 모로타다 (源師忠)

코가 (미나모토노 아키후사)류
- 미나모토노 마사자네 (源雅実)
- 미나모토노 마사사다 (源雅定)
- 미나모토노 마사미치 (源雅通)
- 미나모토노 미치치카 (源通親)
- 호리카와 미치토모 (堀川通具)
- 코가 미치테루 (久我通光)
- 코가 미치타다 (久我通忠)
- 로쿠죠 미치아리 (六条通有)
- 츠치미카도 사다미치 (土御門定通)
- 나카노인 미치카타 (中院通方)
- 나카노인 미치나리 (中院通成)
- 키타바타케 마사이에 (北畠雅家)